# 27 de Febrero, Tabasco
27 de Febrero är en ort i Mexiko.   Den ligger i kommunen Cárdenas och delstaten Tabasco, i den sydöstra delen av landet, 600 km öster om huvudstaden Mexico City. 27 de Febrero ligger 25 meter över havet och antalet invånare är 235.
Terrängen runt 27 de Febrero är mycket platt. Runt 27 de Febrero är det ganska tätbefolkat, med 83 invånare per kvadratkilometer. Närmaste större samhälle är Cárdenas, 3,7 km nordväst om 27 de Febrero. Trakten runt 27 de Febrero består till största delen av jordbruksmark.